# Chrysops tumidicornis
Chrysops tumidicornis är en tvåvingeart som beskrevs av Baier 1999. Chrysops tumidicornis ingår i släktet Chrysops och familjen bromsar. Inga underarter finns listade i Catalogue of Life.